# Шафран сітчастий (пам'ятка природи, Звенигородський район)
Шафран сітчастий — ботанічна пам'ятка природи.
Об'єкт розташований на території Селищенської сільської громади Звенигородського району Черкаської області, біля села Карашина.
Під охороною перебуває місце зростання шафрану сітчастого — рідкісного виду рослин, занесеного до Червоної книги України. Територія має природоохоронне та естетичне значення.
Площа — 0,2 га.
Статус отриманий 2022 року.